# Kachhola
Kachola o Kachhola fou una thikana o jagir de l'antic principat de Mewar, formada per 90 pobles i amb una població de 12.515 habitants el 1901. La capital era el poble de Kachola a uns 5 km a l'est del riu Banas i uns 160 km al nord-est d'Udaipur (Rajasthan). Shahpura és a uns 30 km al nord-oest de Kacchola. El territori fou governat pel raja de Shahpura, com a concessió del sobirà de Mewar a canvi d'un tribut anual de 2.400 rupies i alguns serveis, i fora del límits territorials de Shahpura, conservant Mewar la sobirania. La thikana estava poblada principalment per jats, gujars, rajputs i bramans i els governants eren del clan sisòdia dels rajputs. Fou concedit al raja dhiraj de Shahpura (principat que era veí de Kachola); els serveis establerts foren objecte de litigi fins que vers el 1900 es va decidir que consistiria en aportació de tropes per tres mesos cada any, i que el raja hauria d'anar una vegada cada dos anys a la cort de Mewar durant un mes i estar al servei com a noble durant aquest temps, generalment al festival Dasahra. Nahar Singh va governar del 1870 al 1932, Umaid Singh del 1932 al 1947 i Sudershan Singh del 1947 al 1949.